# Gàbia en bateria per gallines ponedores

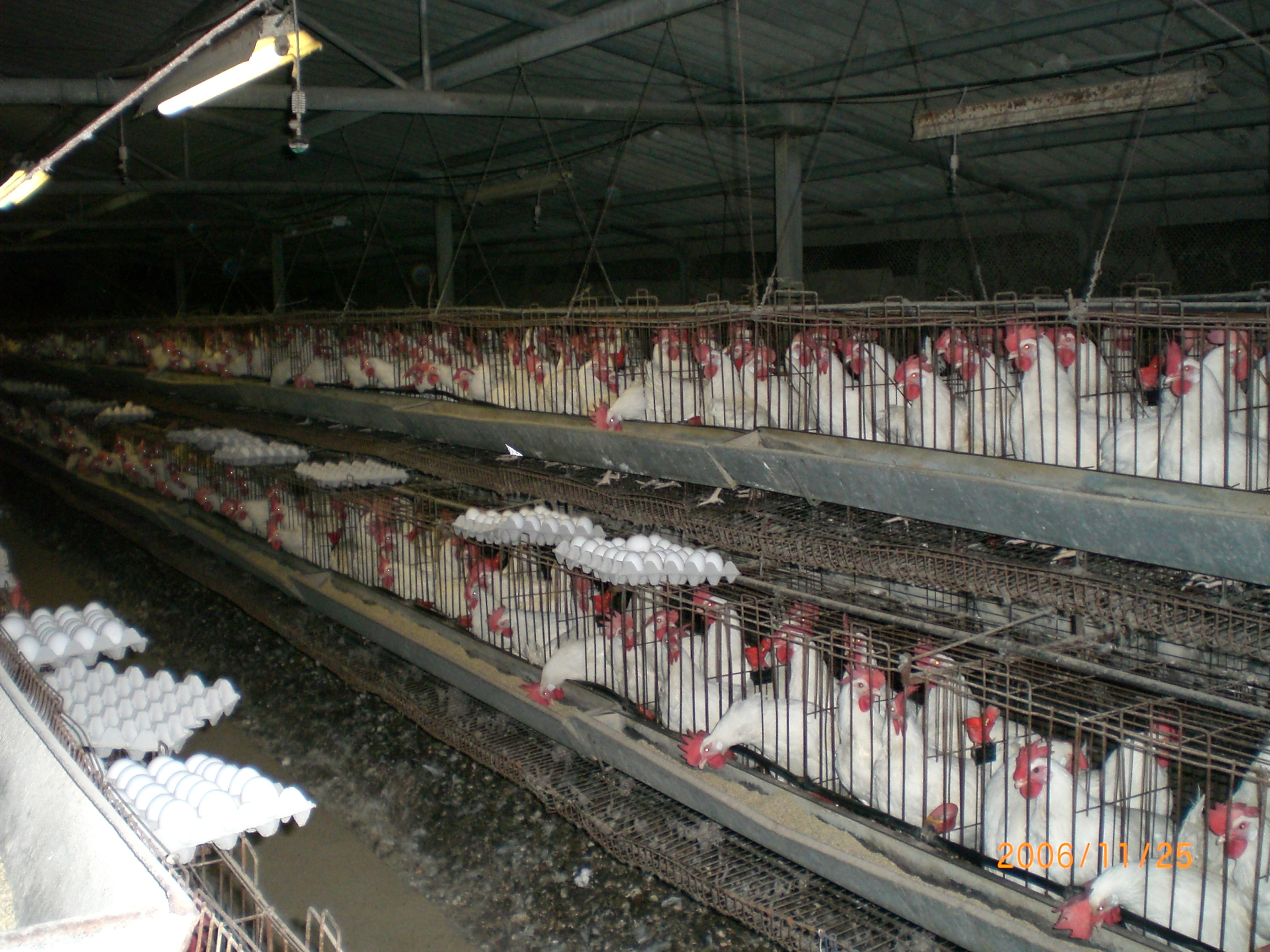
Gallines ponedores en gàbia en bateria

La cria de gallines en gàbies en bateria és una forma de ramaderia intensiva. Aproximadament el 60% de la producció mundial d'ous prové de la cria de gallines en gàbies en bateria. Aquest tipus de gàbies van ser introduïdes als anys 30 per permetre una major densitat de gallines i reduir el cost de producció.

## Crítiques
Els desavantatges d'aquest tipus d'instal·lacions inclouen problemes de salut per a les gallines, un alta taxa d'infecció dels ous i crueltat cap als animals. Les gallines ponedores en gàbies en bateria poden patir osteoporosi, picoteig de plomes i altres malalties.
Després de diverses alertes sanitàries als anys 90, diferents països han introduït canvis a les seves legislacions per disminuir els problemes. A finals dels anys 80 al Regne Unit hi va haver una important crisi sanitària per la infecció d'ous de gallines ponedores per Salmonella.

## Legislació

### Europa

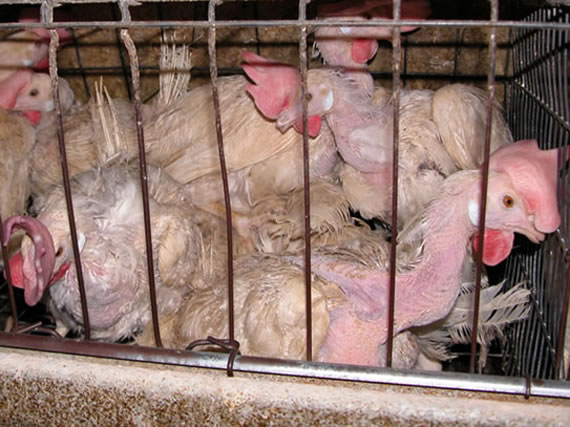
Una gàbia en bateria

El sistema de cria en bateria ha estat prohibit a Suïssa des de l'1 de gener de 1992.
El 1997 Alemanya es va anticipar a un directiva europea introduint noves normes i ampliant l'espai mínim de les gàbies per garantir un volum mínim de 750cm cúbics comparats amb els 550 cm cúbics a la legislació europea anterior.
L'entrada en vigor al gener de 2012 de la directiva Europea 1999/74 de normes mínimes d'allotjament de ponedores, ha suposat una millora de les condicions de vida de la gallines ponedores i una reducció dels riscos sanitaris tant per les gallines com pels consumidors d'ous. La nova norma ha suposat considerables inversions per part del sector ovo productor. A Espanya l'associació sectorial INOVO estima que el sector ha invertit més de 600 milions d'euros per adaptar-se a les noves normes. El parc espanyol de gallines ponedores s'ha reduït un 23% des de 2004 en passar dels 52 milions als 40 milions estimats pel 2012. Un altre efecte de les noves normes és l'augment del preu de l'ou per la reducció del nombre de gallines per productor, entre 2011 i 2012 el preu dels ous va augmentar entre un 40% i un 50%.
La Comissió Europea ha anunciat la seva intenció de començar un procediment per incompliment de la normativa a 16 països.

### Estats Units
Als Estats Units l'associació sectorial recomana una mida d'entre 430 i 560 cm. cúbics (67 polzades quadrades).

## Millorar el benestar de les gàbies en bateria

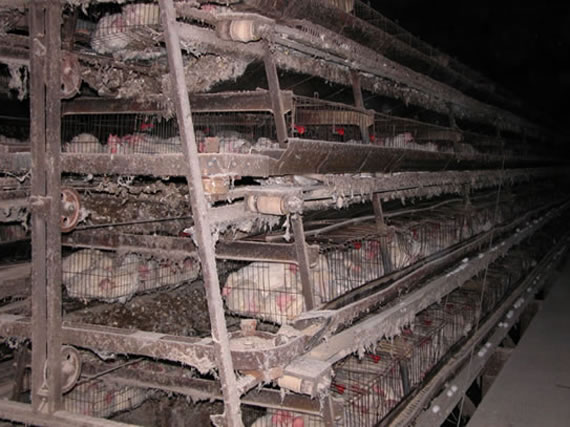
Gàbies en bateria amb molt poca intensitat de llum més enllà de la llum del flash de la càmera

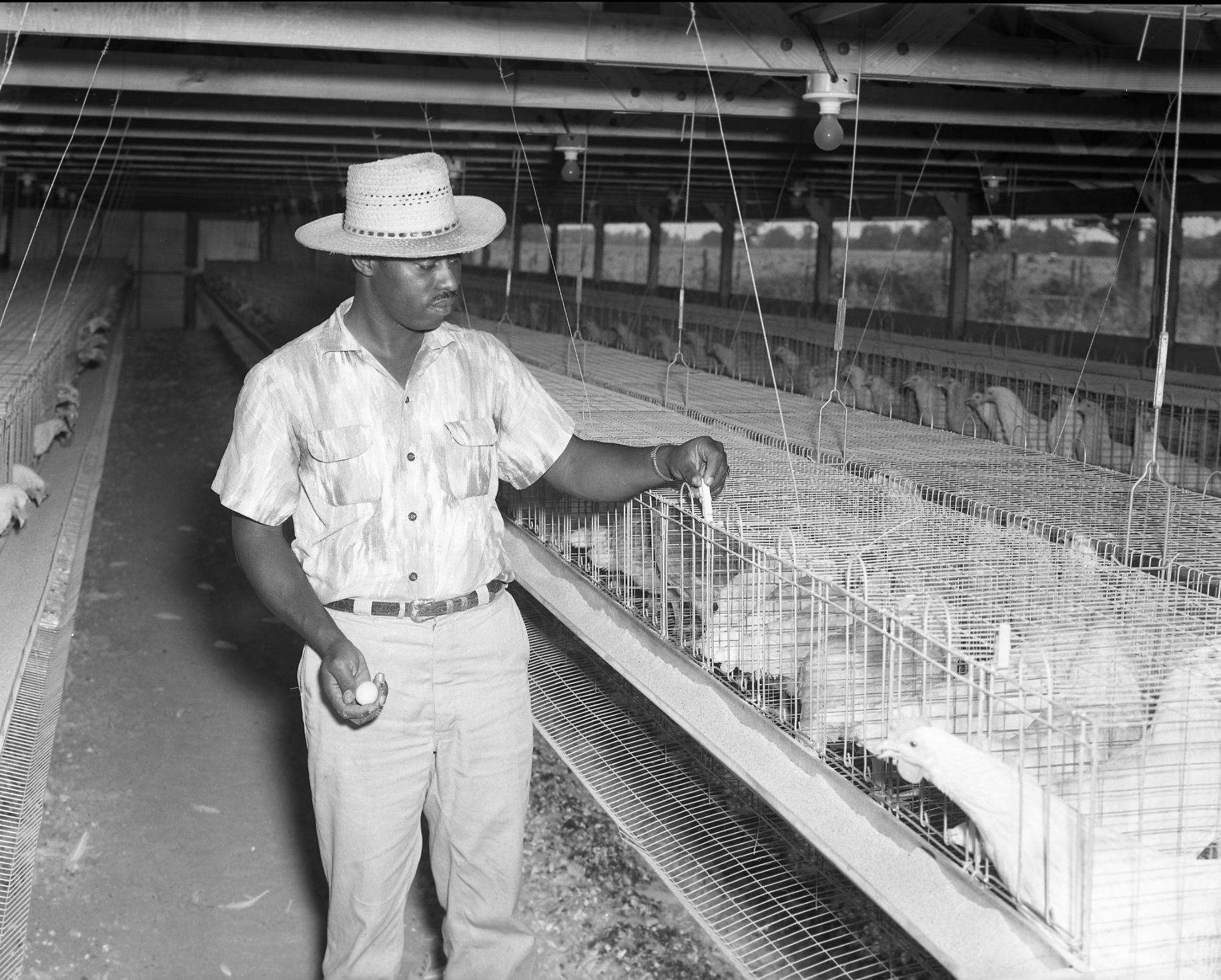
Una granja en bateria dels anys 50

El Comitè Científic Veterinari de la Comissió Europea va declarar que "s'ha demostrat que les gàbies ben dissenyats dels sistemes sense gàbies tenen una sèrie d'avantatges respecte als sistemes gàbies en bateria, tenint les primeres major benestar per a les gallines". [29] Els partidaris de l'agricultura en bateria afirmen que l'alternativa amb sistemes com ara camperes també tenen problemes socials, com l'augment de canibalisme, el picotades a les plomes i picotades als sistemes de ventilació. Una revisió recent de benestar a les gàbies en bateria, puntualitza que aquestes qüestions socials són problemes de gestió, a diferència dels problemes de la privació de comportament, que són inherents a un sistema que manté a les gallines en aquestes condicions d'amuntegament i esterilitat. Els productors d'ous lliures poden limitar o eliminar picoteig, especialment el de les plomes, a través d'estratègies com ara la provisió d'enriquiment ambiental, l'alimentació a base de puré en comptes de pastilles, mantenint els galls amb les gallines, i l'organització de les caixes niu per les gallines no exposades als altres forats de ventilació; [33] estratègies similars són més restringides o impossibles d'efectuar a gàbies en bateria.